# Rayonnement ultraviolet extrême
Pour les articles homonymes, voir EUV.

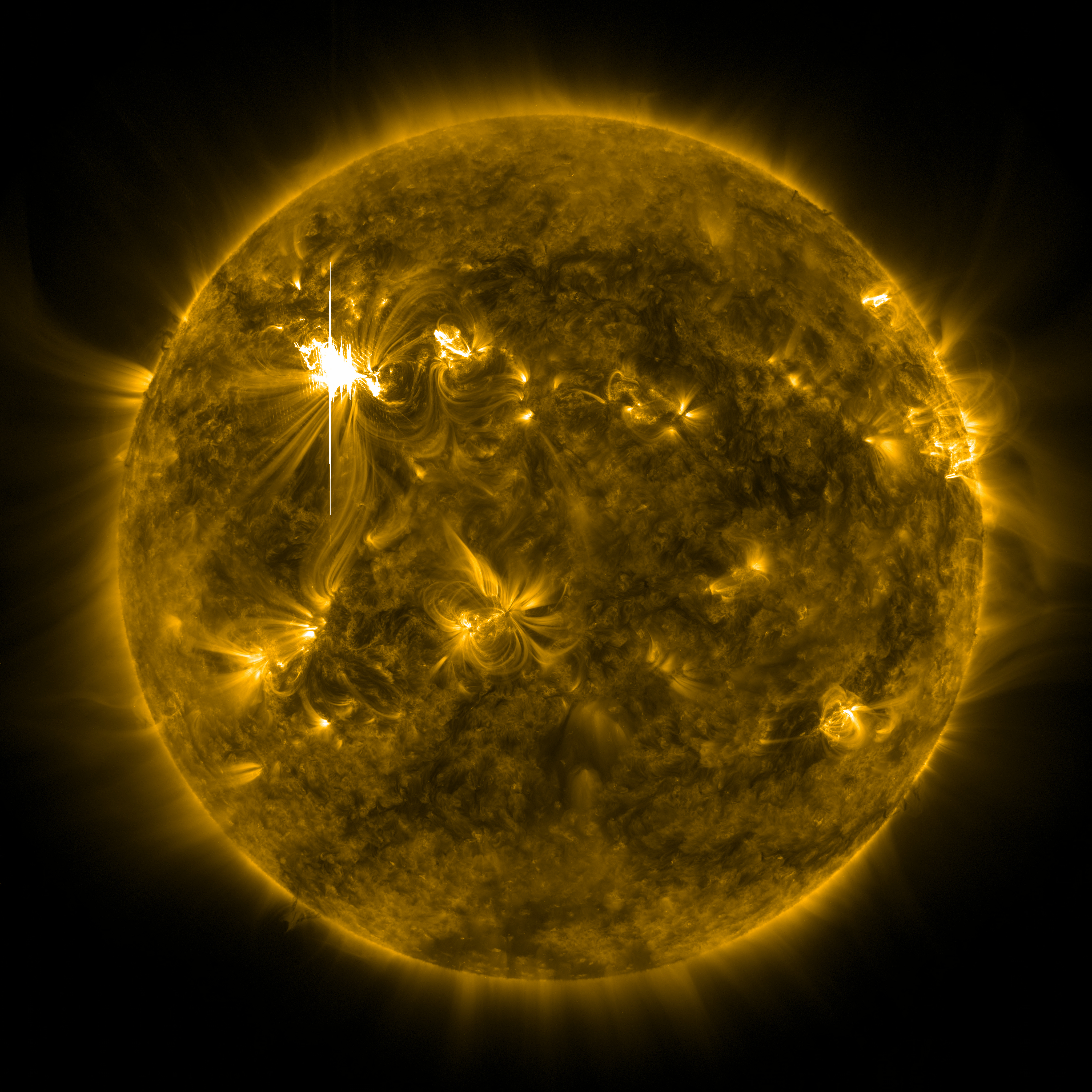
Ce rayonnement est produit par la couronne solaire.

Le rayonnement ultraviolet extrême (UVE, en anglais extreme ultraviolet radiation, EUV ou XUV) est un rayonnement électromagnétique dans la partie du spectre électromagnétique couvrant les longueurs d'onde de 124  à   10 nm, et donc (par l'équation de Planck-Einstein) ayant des photons avec des énergies de 10  à   124 eV.
Le rayonnement ultraviolet extrême est produit naturellement par la couronne solaire et artificiellement par du plasma et des sources de rayonnement synchrotron.
Ses principales utilisations sont la spectroscopie photoélectronique, l'imagerie solaire (en) et la lithographie extrême ultraviolet.
Dans l'air, le rayonnement ultraviolet extrême est le composant du spectre électromagnétique le plus fortement absorbé. Ce rayonnement ne peut donc se transmettre que dans le vide.